# Erdwin von der Horst (Politiker)
Erdwin Christian von der Horst (auch: Erdwin Horst; * 3. Juni 1823 in Rotenburg (Wümme); † 18. oder 19. April 1884 in Hannover) war ein deutscher Gutsbesitzer, Politiker, Senator und Journalist.

## Leben
Erdwin von der Horst wurde zur Zeit des Königreichs Hannover als Mitglied des hannoverschen Adelsgeschlechtes von der Horst als Sohn eines Juristen geboren. Vom 2. November 1839 bis 6. September 1840 besuchte er die Klosterschule Ilfeld.
Nach dem Studium der Rechtswissenschaften wirkte von der Horst in Verden an der Aller und dort zuletzt als Obergerichtsanwalt.
Der Gutsbesitzer ging 1849 als Abgeordneter in die Frankfurter Nationalversammlung, wirkte ab demselben Jahr und bis 1856 als Abgeordneter der 2. Kammer der Allgemeinen Ständeversammlung.
Ab 1859 nahm Erdwin von der Horst eine führende Rolle im Deutschen Nationalverein ein.
Von 1869 bis hinein in die Gründerzeit des Deutschen Kaiserreichs wirkte Erdwin von der Horst bis 1873 als Senator der Stadt Hannover.
Nach seiner Verabschiedung in den Ruhestand wurde von der Horst als Redakteur Mitarbeiter der Zeitung für Norddeutschland.